# Лейси, Элисон
Элисон Мейвис Лейси (англ. Alison Mavis Lacey; по мужу Отцельбергер (англ. Otzelberger); род. 26 декабря 1987 года, Канберра, Австралийская столичная территория) — австралийская профессиональная баскетболистка, которая играла в женской национальной баскетбольной ассоциации. Была выбрана на драфте ВНБА 2010 года в первом раунде под общим десятым номером клубом «Сиэтл Шторм». Играла на позиции атакующего защитника. По окончании своей карьеры вошла в тренерский штаб студенческой команды «Маршаллтаун Тайгерс», в которой проработала два неполных сезона.

## Ранние годы
Элисон Лейси родилась 26 декабря 1987 года в городе Канберра (Австралийская столичная территория), в семье Стивена и Лоррейн Лейси, у неё есть брат-близнец, Марк, и сестра, Мелисса. Ещё в детстве её семья переехала в небольшой городок Хаксли (штат Айова), там она училась в средней школе Баллард, в которой играла за местную баскетбольную команду.